# Троицкая площадь (Киев)
Троицкая площадь — пешеходная площадь, которая находится между ул. Большой Васильковской и НСК «Олимпийским». Историческое неофициальное название, до этого Безымянной площади Киева, присвоили на заседании Киевского городского совета 22 февраля 2018 года.
Площадь появилась в середине XIX века. В 1869 году она получила название Лыбедская площадь.
После постройки Свято-Троицкой церкви получила неофициальное название Троицкая площадь. В советское время название площади было утеряно.
Здесь размещались павильоны выставок в Киеве.
1901—1902 годы — на территории площади построили Троицкий народный дом (сейчас Театр оперетты).

С 1941 года выполняет функцию предстадионной территории.
В 1987 году здесь открыто здание Киевского планетария. В 1989 году - гостиницу «Спорт» и на момент постройки это самый высокий отель на Украине — 20 этажей.
Также на ней регулярно проводятся городские праздники.

## Размеры
Имеет условно прямоугольную форму.
Занимает около 11,5 тыс. квадратных метров (130 х от 72 (у ул. В. Васильковской) до 100 (около Стадиона)).

## Транспорт
- Станция метро «Олимпийская».
- Троллейбус №№ 3, 12, 14, 40, 40к.

## Изображения

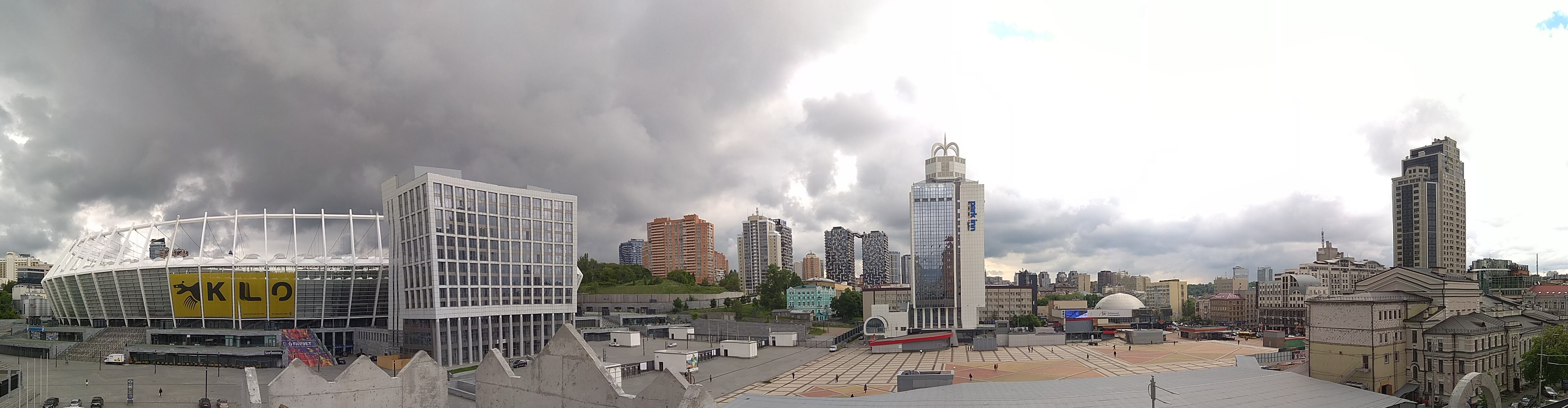
Общий вид площади
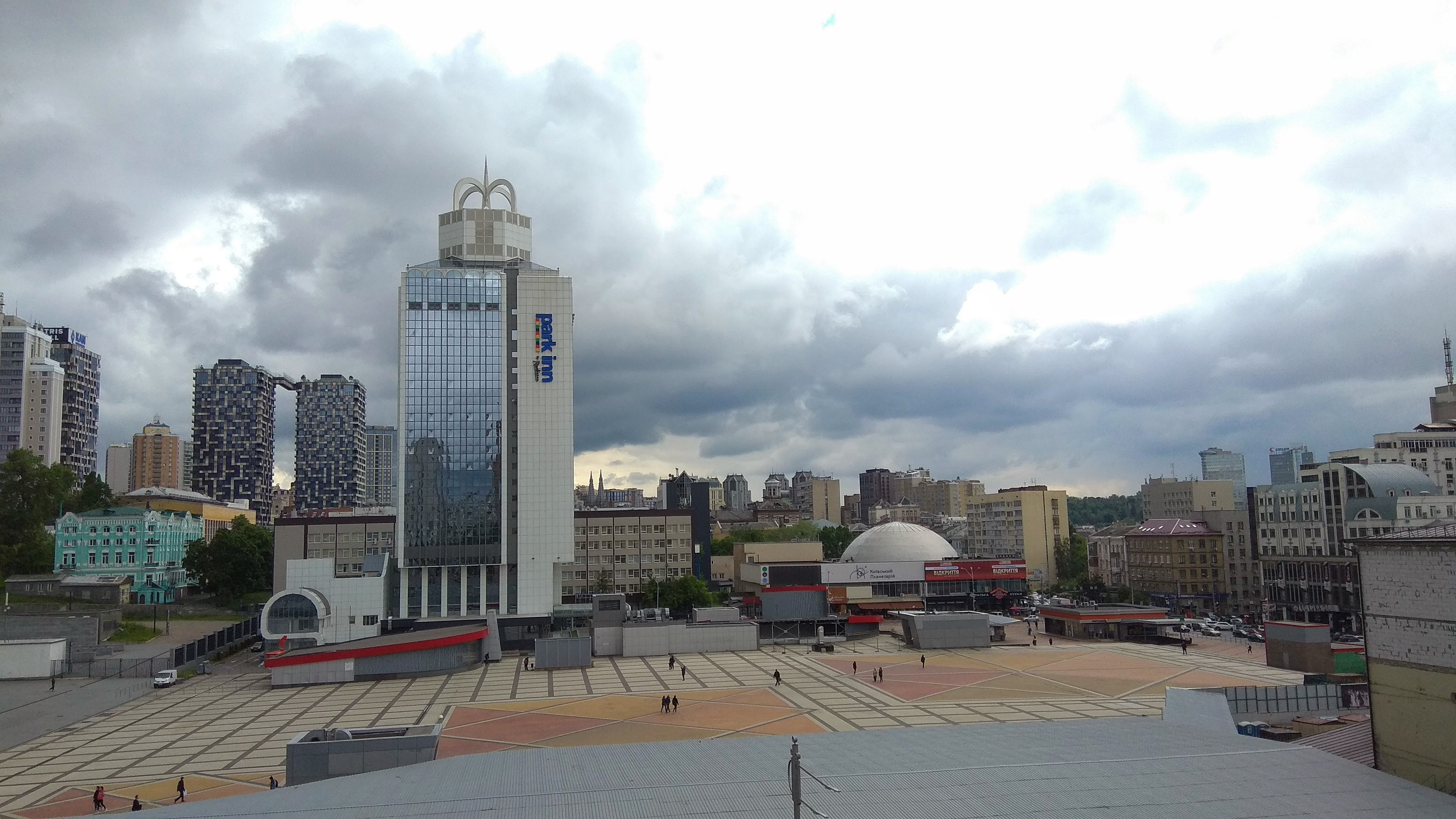
Вид площади у гостиницы «Park Inn by Radisson»
Вид площади у НСК «Олимпийский»
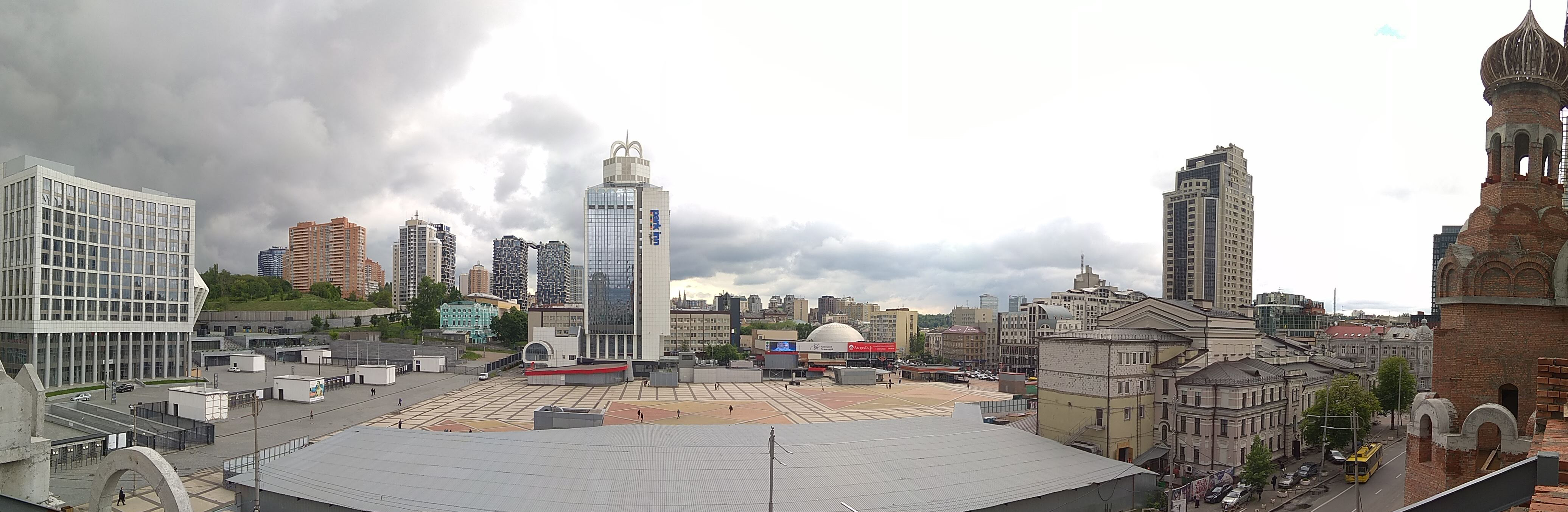
Общий вид площади с крыши Троицкого храма